# Jubilation Foundry
Jubilation Foundry is het tweede studioalbum van Paul Brett Sage.
Al bij het tweede album veranderde de samenstelling van de band. Nicky Higginbottom is vertrokken en werd vervangen door Stuart Cowell. Door het inwisselen van de dwarsfluit en saxofoon voor de elektrisch gitaar ontstond een meer rockachtig geluid, zonder echter de akoestische muziek geheel terzijde te schuiven. Brett staat in Engeland anno 2010 nog steeds bekend vanwege zijn spel op de akoestische gitaar. De stijl varieert van blues, country tot folk en progressieve rock. Het album wordt soms onderbroken door intermezzi, korte instrumentale stukjes. Er is daarin een zekere parallel met bijvoorbeeld albums van Moody Blues (album To Our Children's Children's Children) en Strawbs (Grave New World), waarbij wel werd gezongen. Deze instrumentale stukjes hebben de stijl van Gordon Giltrap.
Het album werd opgenomen in de Pye Studios in Londen, waaronder een behoorlijke tijdsdruk de albums werden opgenomen. De elpee werd uitgegeven door het Dawn Label een sub-label van Pye Records en gespecialiseerd in progressieve muziek. De compact disc werd uitgebracht door Esoteric Recordings, een platenlabel gespecialiseerd in progressieve rock uit vervlogen tijden.
De band bestond uit:
- Paul Brett – gitaar, zang
- Dick Dufall – basgitaar
- Bob Voice – percussie
- Stuart Cowell – gitaar (ex Titus Groan)
- Paul King – mondharmonica op Good old fashioned funky kind of music; opgenomen in de toilet;
- orkestratie: Mike Gibbs.

## Composities
1. Cottage made for two (Dufall)
2. Hold my hand mother (John Hutcheson)
3. Pasadena days (Steve Voice)
4. Keeper of my heart (Steve Voice)
5. Goodbye forever (Paul Brett, Barry Meyers)
6. Good old fashioned funky kind of music (John Hutcheson)
7. Bits (Paul Brett)
8. I fell so far (Paul Brett, Stuart Cowell)
9. Written in winter (Paul Brett)
10. Tuesday evening (Paul Brett)
11. Help me Jesus (John Hutcheson)
12. Jubilation Foundry (Paul Brett)
13. Bits (Paul Brett)
14. Everlasting butterfly
15. Savannah ladies
16. To everyman

De laatste drie tracks zijn bonusmateriaal op de compact disc; zij vormden een Ep-single. Steve Voice is de in 2003 overleden broer van Bob Voice; Steve schreef later voor onder meer The Osmonds.

## Singles
Er kwam van dit album een single af; Goodbye forever met B-kant Good old ... deed niets in Nederland.